# Konstantin Volkov
Konstantin Yuryevich Volkov (em russo: Константин Юрьевич Волков) (Irkutsk, 28 de fevereiro de 1960) é um antigo saltador com vara que representou a União Soviética durante a década de 1980. Em 1980 Volkov foi campeão europeu em pista coberta com um novo recorde dos campeonatos, ao transpor 5.60 m. No mesmo ano, alcançou a medalha de prata nos Jogos Olímpicos de Moscovo.
Em 1983 obteve a medalha de prata na primeira edição dos Campeonatos do Mundo, disputados em Helsínquia. A sua melhor marca de sempre, de 5.85 m, foi obtida em 22 de junho de 1984, em Kyiv.